# П'єтро Паоло Верджеріо
П'є́тро Па́оло Вердже́ріо Старший (італ. Pietro Paolo Vergerio il Vecchio; *23 липня 1370, Копер — †8 липня 1444, Будапешт) — італійський гуманіст, медик, правник, державний діяч, учень Колуччо Салютаті, автор однієї з перших ґрунтовних праць з питань виховання та освіти — «Про шляхетні вдачі та вільні науки» (1402).

## Біографія
Верджеріо студіював граматику в Падуанському університеті (1385). Через рік переїхав до Флоренції, де продовжив навчання та познайомився з Колуччо Салютаті. У 1388–1390 роки Верджеріо викладав у Болонському університеті. 1398 року він знову вирушив до Флоренції, де хотів оволодіти грецькою мовою в Мануїла Хризолора. У березні 1405 року, коли Верджеріо було запрошено до курії, він мав звання доктора медицини, а також цивільного й церковного права. 1406 року Верджеріо переїхав до Риму, де став папським секретарем та послом на Констанцькому соборі. На Констанцькому соборі проводить тонку дипломатичну діяльність й зокрема здобуває прихильність короля Сигізмунда, у якого згодом перебуває на службі в Чехії та Угорщині.

## Погляди
Трактат «Про шляхетні вдачі та вільні науки» неодноразово перевидавався і набув популярності в міському середовищі, зокрема у Флоренції. Верджеріо відстоював морально-соціальні завдання освіти: «Жодних гарантованіших багатств або надійнмшого захисту в житті не зможуть батьки підготувала дітям, ніж навчити їх шляхетним мистецтвам та вільним наук». До останніх він зараховував не лише традиційні artes liberales, сім вільних мистецтв, особливо вирізняючи роль риторики, але й так звані «цивільні науки» — історію та моральну філософію.
Мету освіти П'єтро Паоло Верджеріо вбачав у набутті різнобічних знань, що формують вільний розум та високу моральність, допомагають в життєвих справах. Його ідеал — гармонійно розвинена людина, що поєднує багатство знань, чесноти та фізичну міцність. У методах виховання, за Верджеріо, важливі авторитет батьків та вчителя, інтерес самого учня до занять, а не примус чи покарання.
Верджеріо вважається засновником сучасної педагогіки.

## Твори
Було опубліковано такі твори Верджеріо:
- «Pro redintegranda uniendaque Ecclesia», видано з передмовою та примітками Комбі в «Archivio storico per Trieste, l'Istria ed il Trentino» (Рим, 1882), 351-74
- «Historia principum Carrariensium ad annum circiter MXXXLV», видано Мураторі, «Rerum ital. Script.», XVI, 113–184
- «Vita Petrarcae», edited by Tommassini in «Petrarca redivivus», (Падуя, 1701)
- «De ingenuis moribus ac liberalibus studiis» (Венеція, 1472).

146 листів Верджеріо було опубліковано Лучіані (Венеція, 1887).
В рукописах залишаються такі твори: латинський переклад Арріанової «Gesta Alexandri Magni», «Життя Сенеки», панегірик на Святого Ієроніма, комедії, сатири, інші поетичні твори.